# Ata (Vorname)
Ata ist ein männlicher türkischer Vorname. Er hat zwei verschiedene Bedeutungen, weil es sich eigentlich um zwei verschiedene Namen handelt, die aber gleich geschrieben werden. Der originaltürkische (öztürkçe) Namen bedeutet „Vater“, „Großvater“ oder „Vorfahr“. Es wird aber auch ein aus dem Arabischen stammendes, im allgemeinen Sprachgebrauch veraltetes Wort ata, in älterer Schreibweise atâ, das „Geschenk“ oder „Gabe“ bedeutet, als männlicher Vorname verwendet.

## Namensträger
- Ata Berk Mutlu (* 2005), türkischer Schauspieler
- Ata Demirer (* 1972), türkischer Kabarettist, Komiker, Schauspieler und Musiker